# Международная исламская академия Узбекистана
Международная исламская академия Узбекистана (сокращённо МИА, узб. Oʻzbekiston xalqaro islom akademiyasi) — высшее учебное заведение Ташкента.

## История
Международная исламская академия Узбекистана была основана на базе Ташкентского исламского университета и Исламской академии Узбекистана Указом Президента Республики Узбекистан УП-5416 от 16 апреля 2018 года «О мерах по коренному совершенствованию деятельности религиозно-просветительской сферы».

## Основные задачи академии
- подготовка бакалавров и магистров для таких религиозных отраслей, как корановедение, хадисоведение, исламское право, акида, суфизм, исламская экономика и финансы, история, источниковедение и философия ислама, а также светских отраслей, как религиоведение, международные отношения, иностранные языки, паломнический туризм, классическая восточная филология;
- оснащение всех исламских образовательных учреждений Республики учебно-нормативными и учебно-методическими материалами, а также координация их образовательной деятельности;
- тщательное исследование и распространение гуманистической сущности ислама как мировой религии, благодатной для всего человечества;
- дальнейшее углубление процессов взаимной интеграции образования путём привлечения к подготовке кадров ведущих специалистов и преподавателей;
- повышение качества образования посредством широкого применения в учебном процессе современных методов и приёмов обучения и информационно-коммуникационных технологий;
- подготовка и издание научной, научно-популярной литературы по результатам академических исследований в религиозно-просветительской, духовно-нравственной сферах, а также создание и регулярное обновление образовательных ресурсов в сети Интернет;
- организация и проведение научно-практических конференций по актуальным проблемам исламского мира, современным политическим процессам;
- установление тесного сотрудничества с религиозными вузами и организациями, функционирующими в Республике Узбекистан и за рубежом;
- привлечение к учебному процессу высококвалифицированных иностранных специалистов, направление преподавательского состава академии на курсы повышения квалификации и для обмена опытом в авторитетные зарубежные религиозные учебные и научные заведения, налаживание студенческого обмена.

## Подразделения
Международный научно-исследовательский центр имама Матуриди:
Международный научно-исследовательский центр имама Матуриди при Международной исламской академии Узбекистана учреждён Постановлением Президента Республики Узбекистан от 11 августа 2020 года «О мерах по созданию Международного научно-исследовательского центра Имама Матуриди» и Постановлением Кабинета Министров от 6 ноября 2020 года «О мерах по организации деятельности Международного научно-исследовательского центра имама Матуриди при Международной исламской академии Узбекистана».
Кафедра «ISESCO по изучению исламской цивилизации»:
«ISESCO по изучению исламской цивилизации» (ISESCO — Исламская организация по вопросам образования, науки и культуры) — специальная кафедра, начала функционировать 26 августа 2017 года, организована по инициативе Президента Республики Узбекистан Шавката Мирзиёева (предложение выдвинуто на 43-й сессии Совета министров иностранных дел Организации исламского сотрудничества в Ташкенте в 2016 г.).
В 2017 году 22-25 мая в столице Марокко в г. Рабате, в генеральной резиденции ISESCO делегация Ташкентского исламского университета подписала Меморандум об образовании при университете кафедры «ISESCO по изучению исламской цивилизации». Цель образования кафедры — исследование истории образования, науки и культуры мусульманского мира, а также преподавание на основе полученных данных углубленных спецкурсов.
Кафедра «UNESCO по религиоведению и сравнительному изучению мировых религий»:
Кафедра «UNESCO по религиоведению и сравнительному изучению мировых религий» была основана 16 сентября 2000 года. Сотрудники кафедры ведут научно-исследовательскую и педагогическую деятельность по таким направлениям, как принципы религиозной толерантности UNESCO, «Особенности и геополитическое значение развития религиозной сферы в условиях глобализации», «формирование здравого вероубеждения у молодёжи на основе системного анализа первичных источников».
Хранилище рукописей:
Отдел «Хранилище рукописей» начал свою работу 7 апреля 1999 года. Он занимается вопросами накопления, регламентации научного, религиозного, духовного наследия, созданного нашими предками на протяжении веков, его передачи будущему поколению. Отдел исследует, публикует, каталогизирует и внедряет в научное пользование уникальные рукописи. В настоящее время хранилище имеет около 500 рукописей, почти 1500 литографических изданий и свыше 10 000 современных книг.
Целью хранилища источников является накопление ресурсов, сохранение и передача научного, духовного и религиозного наследия наших предков, сохранившегося в Узбекистане и привезённого из-за рубежа, а также проведение научных исследований для будущих поколений.
Фонд предоставляет ученым, исследователям, докторантам и студентам необходимую литературу для их научных изысканий. В отделе бережно хранятся копия Священного Корана Усмана, хадисы, а также рукописи, содержащие исторические сведения по суфизму, логике, красноречию, математике, астрономии, геометрии, медицине и естественным наукам.
Издательско-полиграфическое объединение:
Издательско-полиграфическое объединение «Международная исламская академия узбекистана» занимается изданием учебно-методических пособий, научно-популярной литературы по религиоведению и исламоведению.
В данном издательско-полиграфическом объединении были изданы труды шейха Абдулазиза Мансура «Qur’oni karim ma’nolarining tarjima va tafsiri» («Перевод смыслов Священного Корана и комментарии»), фундаментальные научные труды «Islom ziyosi — o’zbegim siymosida» («Свет ислама — образ узбеков»), А. Джузджани «Исламское право. факихи ханафитского мазхаба и Средней Азии», «Ранний ислам и Древняя Аравия: век джахилии» профессора А. Хасанова, книга Абдусаллома алМуборакфури «Имам бухари» в переводе профессора У. Уватова.
Академик лицей:
В академическом лицее преподаются иностранные языки (арабский и английский), точные (экономические и технические), социальные и гуманитарные науки. В 2017—2018 учебном году академический лицей окончили 246 учеников. В настоящее время в академическом лицее при Международной исламской академии Узбекистана обучаются 500 учеников.
Общеобразовательная школа «ЗИЁ-ЗУККО»:
В 2016 году, ещё при Ташкентском исламском университете, была основана общеобразовательная школа «ЗИЁ-ЗУККО».
Общеобразовательная школа «ЗИЁ-ЗУККО» насчитывает 300 учеников. В школе обучение ведется на узбекском и русском языках. Все учителя и наставники начальной школы имеют высшее образование и богатый педагогический опыт. Ученики посещают кружки английского и русского языка с 1-го класса, арабского — со 2-го класса. Для всестороннего развития учащихся созданы кружки по шахматам, таэквондо и гимнастике.
Журнал «Ислом тафаккури» («Исламская мысль»):
Журнал «Islom tafakkuri» является изданием Международной исламской академии Узбекистана, публикуется на узбекском, английском, русском и арабском языках. Журнал освещает деятельность академии, также в нём публикуются научные исследования, статьи, результаты исследований, актуальная информация и исследовательские материалы, предназначенные для профессорско-преподавательского состава, учёных-исследователей и студентов по различным категориям: «Корановедение», «лексикология», «классическая филология», «наука фикха», «Хадисоведение».
Медиацентр «Зиё»:
Медиацентр «Зиё» входит в состав академии, кадры составляют высококвалифицированные специалисты в области телеиндустрии. Медиацентр нацелен на создание и представление религиозных, социальных, исторических и научно-популярных программ. С момента создания центр вёл религиозную, образовательную, научную и социально ориентированную деятельность, отражающую значимые позитивные изменения в жизни общества, а также национальные ценности свободы совести в Узбекистане.
Центр также готовит религиозно-просветительские, научно-популярные фильмы для телезрительской аудитории. Передачи медиацентра «Зиё» готовятся в сотрудничестве с профессорско-преподавательским составом академии.
С целью улучшения качества передач создатели программ регулярно организуют творческие поездки в различные регионы Узбекистана и зарубежные страны.

## Факультеты
- Факультет исламоведения
- Факультет классической восточной филологии
- Факультет исламской экономики и международных отношений

### Кафедры
- Кафедра «История и источниковедение ислама»
- Кафедра «Корановедение и хадисоведение»
- Кафедра «Фикх и калам»
- Кафедра «Изучение истории религий UNESCO»
- Международные экономические отношения
- Кафедра «Изучение исламской цивилизации ISESCO»
- Кафедра «Восточная филология»
- Кафедра «Классическая восточная филология и источниковедение»
- Кафедра «Узбекская филология и теория перевода»
- Кафедра «Иностранные языки»
- Кафедра «Психология религии и педагогика»
- Кафедра «Международные отношения»
- Кафедра «Исламская экономика и финансы, паломнический туризм»
- Кафедра «Социально-гуманитарные науки»
- Кафедра «Современные информационно-коммуникационные технологии»

## Направления академии
- Национальная идея, основы духовности и правовое образование
- История (история и источниковедение ислама)
- Мировая экономика и международные экономические отношения
- Информатика и информационные технологии
- Религиоведение
- Психология (Социопсихология религий)
- Филология и преподавание языков (восточные языки)
- Филология и преподавание языков (классические восточные языки)
- Международные отношения
- Исламоведение
- Исламская экономика и финансы
- Туризм (Паломнический туризм)
- Экономика зарубежных стран и страноведение (мусульманские страны)
- Религиоведение
- Психология (Психология религии)
- История (исламская цивилизация)
- Корановедение
- Хадисоведение
- Исламское право
- Акида, учение калам и богословские доктрины
- История и источниковедение ислама
- Туризм (организация и управление паломническим туризмом)
- Международные отношения и современные политические процессы
- Исламская экономика и финансы
- Классическая филология (по видам деятельности)
- Экономика зарубежных стран и страноведение
- Сравнительное религиоведение
- Информационная и психологическая безопасность социальных систем и процессов.
- Лингвистика (арабский язык)
- Юриспруденция ( Исламское право)